# Anioł Stróż Portugalii

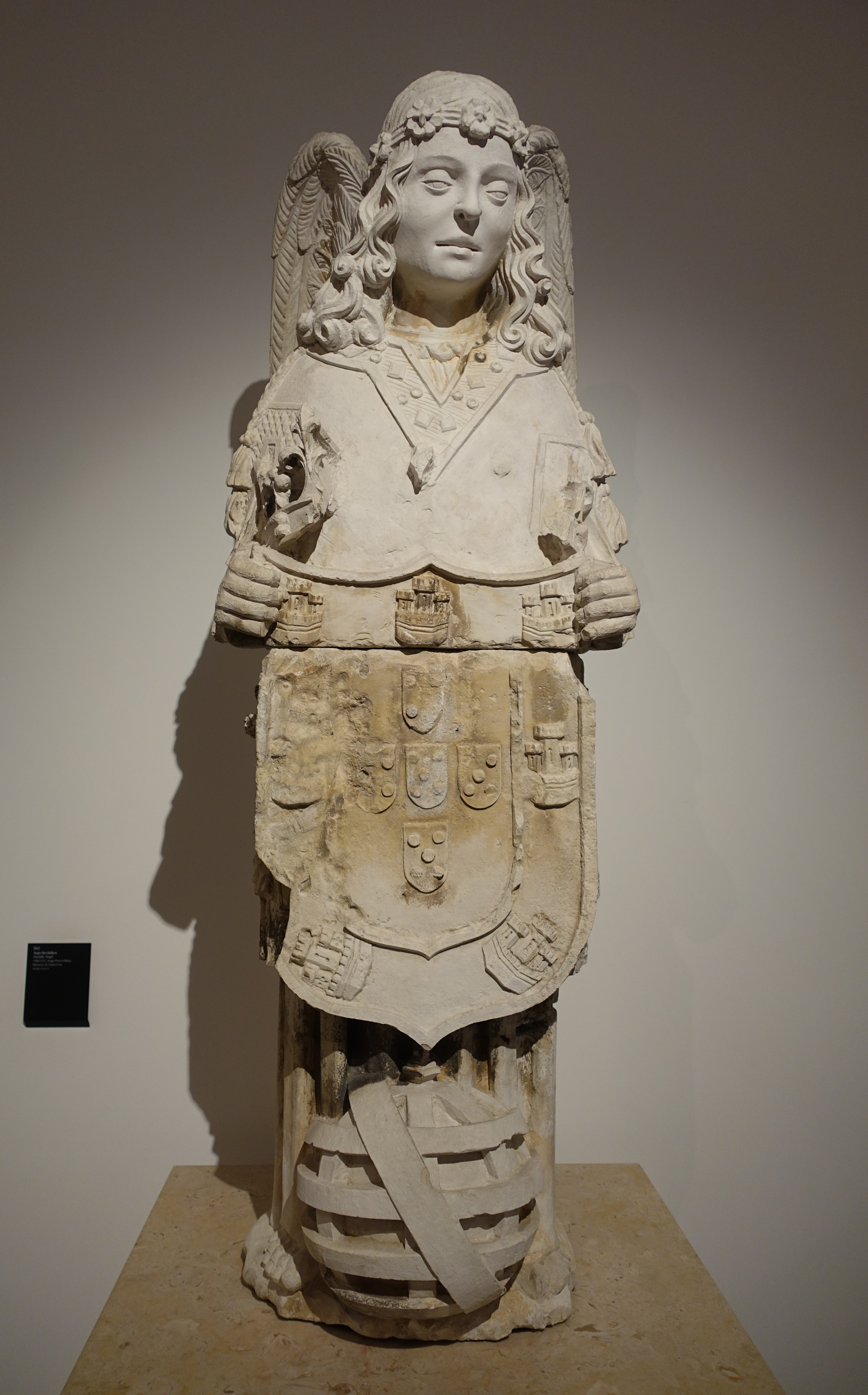
Kamienna statua Anioła Portugalii w Museu Nacional Machado de Castro, w Coimbrze, Portugalia

Anioł Stróż Portugalii (Santo Anjo da Guarda de Portuga), zwany także Aniołem Portugalii (Anjo de Portugal) lub Aniołem Pokoju (Anjo da Paz) – anioł czczony przez katolików na terenie Portugalii, gdzie jest uważany za stróża, patrona i opiekuna. Jego święto przypada na 10 czerwca.
Korzenie kultu Anioła Portugalii sięgają średniowiecza. Na wschodniej ścianie kaplicy w klasztorze Batalha, którego budowę rozpoczęto w 1386 roku, znajdował się ołtarz poświęcony Aniołowi Stróżowi Portugalii. W 1504 r. na prośbę króla Portugalii Manuela I papież Juliusz II ustanowił święto Anioła Stróża Królestwa (Anjo Custódio do Reino).
Po XVII wieku kult Anioła Stróża Portugalii znacznie osłabł.
W 1917 roku miała miejsce seria objawień maryjnych w Fatimie. Według relacji trojga dzieci – świadków objawień – były one poprzedzone objawieniami Anioła, który przedstawił się jako Anioł Portugalii oraz Anioł Pokoju.
Wydarzenie to spowodowało odrodzenie kultu tego anioła. W 1952 roku został on oficjalnie przywrócony, a jego święto zostało włączone do portugalskiego kalendarza liturgicznego przez Piusa XII. Święto Anioła Portugalii wyznaczono na 10 czerwca.